# لگانویل (جورجیا)
لگانویل، جورجیا (به انگلیسی: Loganville, Georgia) یک شهر در ایالات متحده آمریکا با جمعیت ۱۰٬۴۵۸ نفر است که در جورجیا واقع شده‌است.

## موقعیت جغرافیایی
موقعیت جغرافیایی شهرها و مناطق اطراف به شرح زیر است: